# Euthydemos

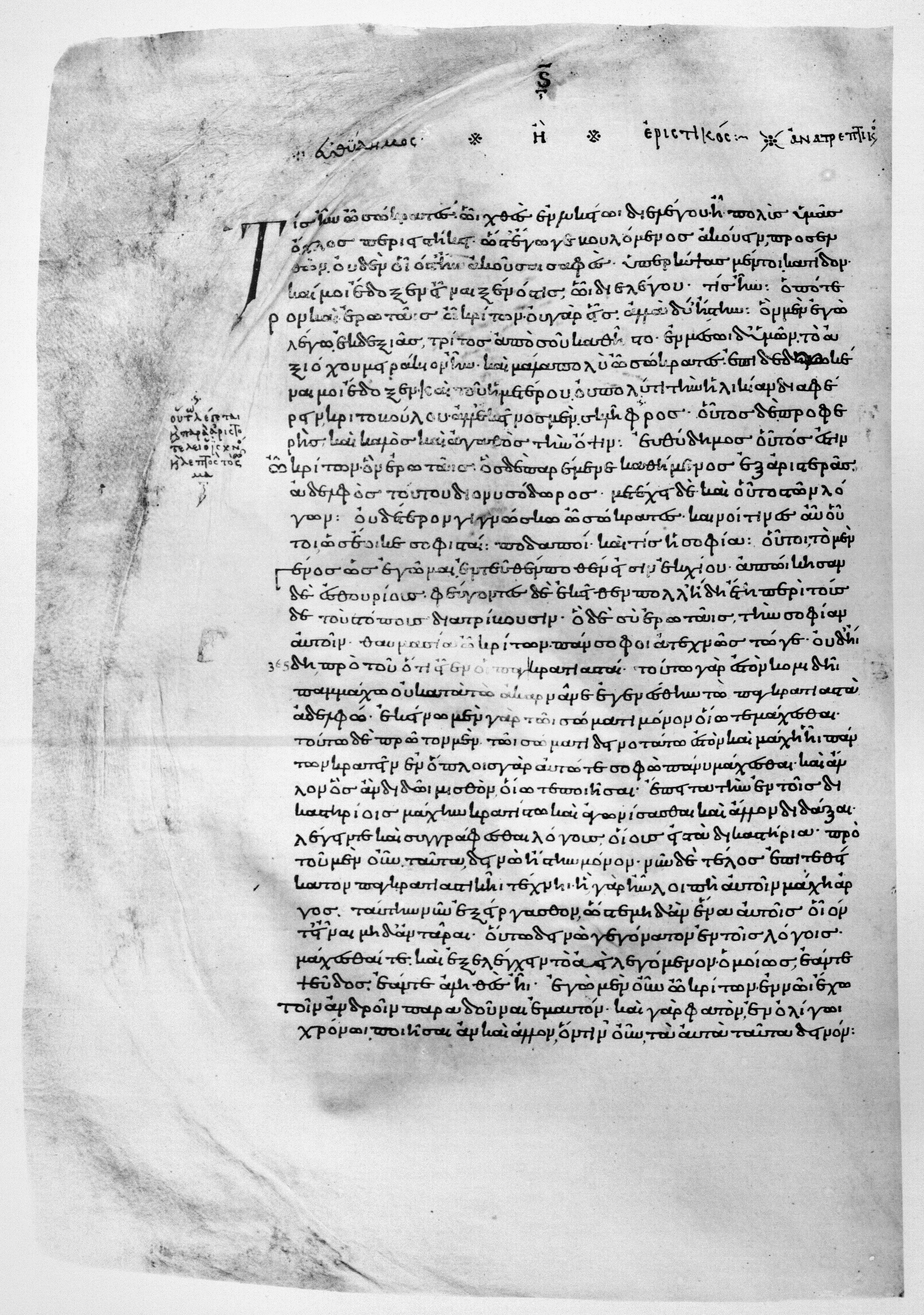
Der Anfang des Euthydemos in der ältesten erhaltenen mittelalterlichen Handschrift, dem 895 geschriebenen Codex Clarkianus (Oxford, Bodleian Library, Clarke 39)

Der Euthydemos (altgriechisch Εὐθύδημος Euthýdēmos) ist ein in Dialogform verfasstes frühes Werk des griechischen Philosophen Platon. Den Inhalt bildet ein fiktives Gespräch von Platons Lehrer Sokrates mit dem Sophisten Euthydemos, nach dem der Dialog benannt ist, dessen Bruder Dionysodoros, Sokrates’ Freund Ktesippos und dem Jugendlichen Kleinias.
Das Thema ist die von den Sophisten praktizierte und gelehrte Kunst des Streitgesprächs (Eristik) und ihr Verhältnis zur Philosophie. Auf Wunsch des Sokrates führen Euthydemos und Dionysodoros die auf Trugschlüssen basierende eristische Debattierkunst vor. Angestrebt wird dabei nicht Wahrheitsfindung, sondern nur der Sieg über den Gegner, dessen Ansichten mit allen Mitteln widerlegt werden sollen. Der eristische Diskurs bedeutet Kampf; er kontrastiert mit der philosophischen Wahrheitssuche des Sokrates, die ein gemeinsames, freundschaftliches Bemühen um Erkenntnis ist.
Der Dialog führt zu einer Aporie, einer anscheinend ausweglosen Lage: Die Eristik wird zwar als untauglich entlarvt, doch es gelingt vorerst nicht, eine schlüssige philosophische Alternative zu erarbeiten. Nur der Weg zu einer solchen Alternative wird deutlicher erkennbar.
In der modernen Forschung wird der spielerische, humoristische und komödienhafte Aspekt des Werks betont und die literarische Brillanz gewürdigt. Die Frage, inwieweit Platon darüber hinaus auch ein ernsthaftes philosophisches Anliegen zur Geltung bringen wollte, wird unterschiedlich beantwortet. Philosophiegeschichtlich ist der Euthydemos als Quelle für die Frühgeschichte der antiken Logik bedeutsam. Außerdem ist er das älteste überlieferte Werk, in dem die Protreptik, die Hinführung zur Philosophie, ein Hauptthema darstellt.

## Ort, Zeit und Teilnehmer

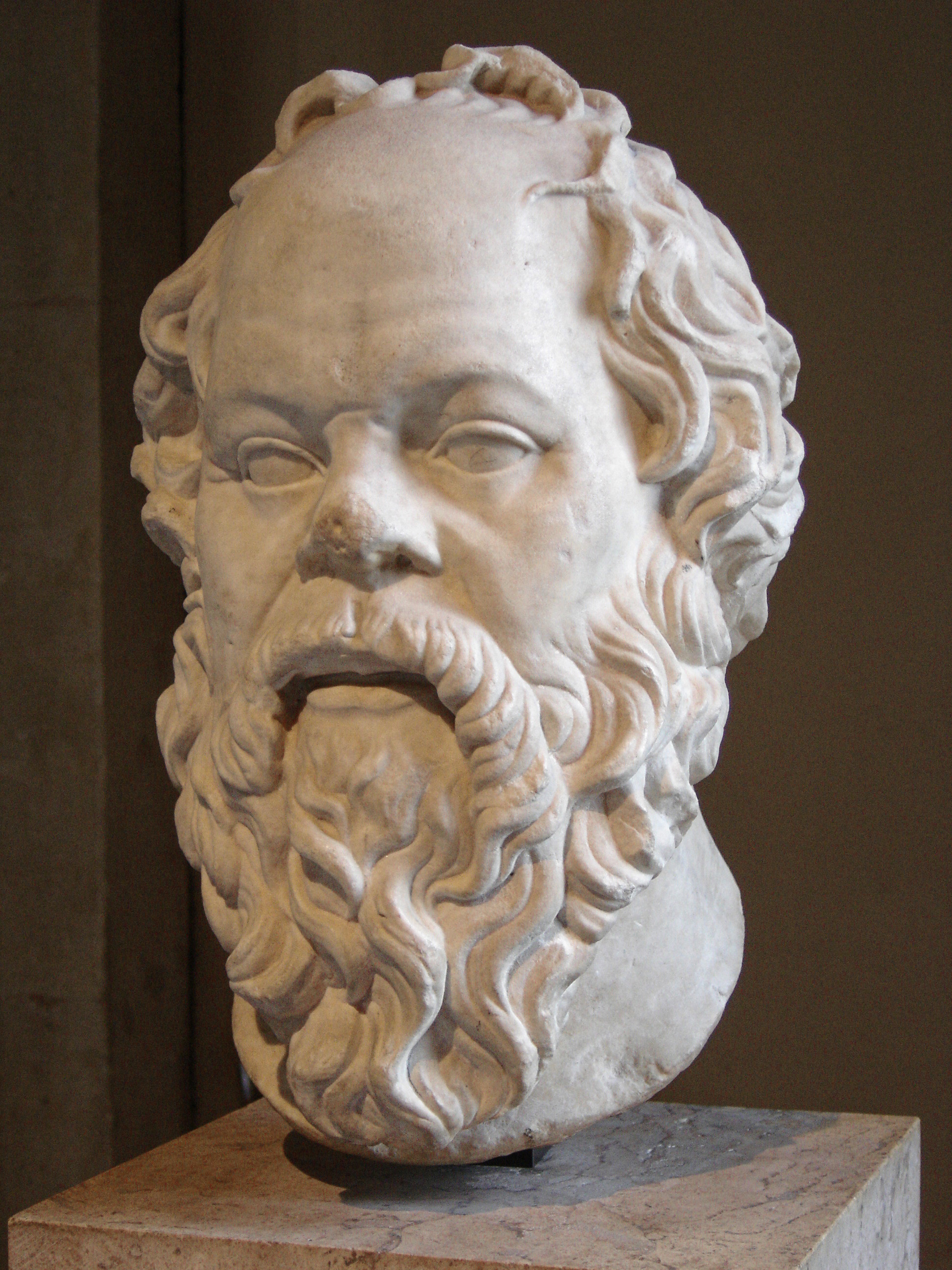
Sokrates (römische Büste, 1. Jahrhundert, Louvre, Paris)

Der Dialog spielt sich im Lykeion-Gymnasion ab, einer weiträumigen Anlage am östlichen Stadtrand von Athen. Alle Gesprächspartner sind historische Personen, doch muss damit gerechnet werden, dass Platon sie mit teils fiktiven Zügen ausgestattet hat.
Die Brüder Euthydemos und Dionysodoros stammten aus Chios. Von dort waren sie zunächst nach Thurioi, einer griechischen Kolonie am Golf von Tarent, ausgewandert. Später mussten sie aus Thurioi fliehen. Sie ließen sich dann in der Gegend von Athen nieder, wo sie zur Zeit der fiktiven Dialoghandlung schon seit vielen Jahren lebten und Unterricht erteilten. Ktesippos, der auch in Platons Dialog Lysis am Gespräch teilnimmt, war ein junger Freund des Sokrates; später war er bei dessen Tod im Gefängnis anwesend. Kleinias, der jüngste Dialogteilnehmer, war ein Sohn des Axiochos, der ein Onkel des berühmten Staatsmanns Alkibiades war.
Der Zeitpunkt der Dialoghandlung lässt sich nur annäherungsweise erschließen; er liegt im Zeitraum zwischen etwa 420 und 404 v. Chr. Aus einzelnen Angaben über historische Personen lassen sich Anhaltspunkte für die Datierung gewinnen. Der 404 ermordete Alkibiades ist noch am Leben, der im Dialog erwähnte berühmte Sophist Protagoras hingegen, der im Jahr 421 noch aktiv war, scheint bereits verstorben zu sein. Der 469 geborene Sokrates sowie Euthydemos und Dionysodoros sind schon alt, Ktesippos ist ein Jüngling, Kleinias noch ein Jugendlicher.

## Inhalt

### Einleitende Rahmenhandlung
Den Dialog leitet eine Rahmenhandlung ein. Sokrates wird von seinem Freund und Altersgenossen Kriton gefragt, mit wem er sich am Vortag im Lykeion unterhalten hat. Er berichtet, dass es Euthydemos und Dionysodoros waren, zwei „Allkämpfer“, die sowohl die körperliche als auch die geistige Fechtkunst meisterhaft beherrschen und in beidem Unterricht erteilen. Früher haben sie, wie Sokrates erzählt, militärische Fähigkeiten vermittelt und sich zugleich als Redenschreiber und Rhetoriklehrer bewährt. Neuerdings haben sie trotz ihres bereits fortgeschrittenen Alters noch die Debattierkunst erlernt und schon nach ein bis zwei Jahren Studium auch auf diesem Gebiet zu lehren begonnen. Nun gelten sie als unübertreffliche Meister der Eristik. Sie können alles widerlegen, was jemand sagt, ganz unabhängig vom tatsächlichen Wahrheitsgehalt, und auch jedem Schüler diese Kunst in kurzer Zeit beibringen. Sokrates erzählt Kriton, dass er trotz seines Alters bei den beiden Sophisten Unterricht nehmen will, aber das Bedenken hat, er werde vielleicht seinen Lehrmeistern Schande machen. Die bombastische Schilderung der erstaunlichen Kenntnisse und Fähigkeiten der Sophisten lässt erkennen, dass das Lob ironisch gemeint ist und Sokrates die beiden in Wirklichkeit für Scharlatane hält.
Sokrates schlägt Kriton vor, ebenfalls an dem Debattierunterricht teilzunehmen. Kriton stimmt zu, will aber erst erfahren, von welcher Art die Weisheit der Sophisten ist. Darauf beginnt Sokrates mit der Wiedergabe der Szenen vom Vortag, die einen Eindruck von der Einstellung und Vorgehensweise der beiden Lehrer vermitteln.

### Erste Szene
Im Lykeion erblickt Sokrates Euthydemos und Dionysodoros, die mit zahlreichen Schülern in einem Gang spazieren. Kleinias kommt herein und nimmt neben Sokrates Platz. Da er ein auffallend attraktiver Jugendlicher ist, erregt er in dem homoerotischen Milieu große Aufmerksamkeit. Ihm folgt eine Schar seiner Bewunderer, darunter Ktesippos. Auch die beiden Sophisten sind offensichtlich von seinem Anblick stark beeindruckt und treten herbei. Sokrates begrüßt sie und stellt sie Kleinias ironisch als weise Männer vor, wobei er sie überschwänglich als bedeutende Lehrer der Kriegskunst und der Gerichtsrhetorik preist. Euthydemos stellt dazu herablassend fest, er und sein Bruder seien auf diesen Gebieten nur noch nebenbei tätig. Sie hätten sich nun in erster Linie der Aufgabe zugewandt, ganz allgemein ihren Schülern „Vortrefflichkeit“ (aretḗ) – das heißt optimale Tüchtigkeit – beizubringen, und darin seien sie unübertroffen. Sokrates bemerkt dazu ironisch, wenn das stimme, seien sie wie Götter und mehr als der persische Großkönig mit all seiner Macht vom Glück begünstigt. Die arrogant auftretenden Brüder bemerken die Ironie nicht. Sie erklären sich bereit, sogleich eine Probe ihrer Kunst zu liefern.
Sokrates fragt die Sophisten, ob sie in der Lage seien, nicht nur ihre Schüler zu vortrefflichen Menschen zu machen, sondern auch jemand, der von ihrem Angebot noch nicht überzeugt ist, zur Einsicht zu bringen, dass Vortrefflichkeit lehrbar sei und dass sie selbst dafür die besten Lehrer seien. Dionysodoros bejaht dies. Darauf fordert ihn Sokrates auf, Kleinias zu überzeugen; es sei allen Anwesenden ein Herzenswunsch, dass dieser Knabe sich optimal entwickle und nicht missrate.
Euthydemos beginnt mit der Fangfrage an Kleinias, ob Lernende wissend oder unwissend seien. Dionysodoros flüstert Sokrates zu, der Knabe werde widerlegt werden, wie auch immer er antworte. Damit lässt er erkennen, dass die Widerlegung Selbstzweck ist und nicht der Wahrheitsfindung dient. Kleinias entscheidet sich für die Antwort, Lernende seien wissend, und wird sogleich von Euthydemos widerlegt. Darauf macht sich Kleinias die gegenteilige Auffassung zu eigen, und nun zeigt ihm Dionysodoros, dass er wiederum Unrecht hat. Die Sophisten arbeiten mit einem Trick: Sie machen sich bei ihrer Argumentation den Umstand zunutze, dass das griechische Verb manthanein sowohl „lernen“ als auch „verstehen“ bedeutet. Durch die Fehlschläge gerät der hilflose Kleinias in größte Verwirrung. Die Verehrer der Sophisten lachen ihn bei jeder Niederlage lärmend aus, was seine Verlegenheit noch steigert. Es folgen weitere Widerlegungen mit Trugschlüssen, an denen Kleinias mit seinen Antworten mitwirken muss und denen er nichts entgegensetzen kann.

### Zweite Szene
Sokrates greift ein, um dem arg bedrängten Jugendlichen Erleichterung zu verschaffen. Er macht ihn darauf aufmerksam, dass man sich, um solche Fragen beantworten zu können, erst mit dem Gebrauch der Wörter vertraut machen muss. Im hier vorliegenden Fall geht es um die Mehrdeutigkeit des Verbs manthanein, das stillschweigend in unterschiedlichem Sinn verwendet worden ist. Es bezeichnet sowohl die Informationsaufnahme durch Lernende ohne Vorkenntnisse als auch das Begreifen eines bestimmten Sachverhalts auf der Basis eines bereits vorhandenen Wissens. Wer sich der Mehrdeutigkeit nicht bewusst ist, lässt sich leicht mit einer Argumentation, die Eindeutigkeit unterstellt, verwirren. Dies ist aber – wie Sokrates erklärt – nur ein Spiel mit Worten, das nichts einbringt. Um wirklich zur Weisheit und Tugend anzuspornen, muss man solche Scherze beiseitelassen und sich ernsthaft mit dem Thema auseinandersetzen. Dazu fordert der Philosoph die Sophisten auf. Die folgenden Ausführungen haben einen protreptischen Charakter, sie sollen für die sokratisch-platonische Philosophie werben.
Wie ein konstruktives gemeinsames Bemühen um philosophische Erkenntnis – als Kontrast zur Eristik – gestaltet werden kann, demonstriert Sokrates, indem er Kleinias hilfreiche, weiterführende Fragen stellt. Dabei stellt sich heraus, dass alle Menschen danach streben, dass es ihnen gut geht. Dieses Ziel erreichen sie, wenn sie reichlich mit Gütern ausgestattet sind. In Betracht kommen unterschiedliche Güter: Reichtum, Gesundheit, Schönheit, Macht und Ansehen, aber auch Tugenden wie Besonnenheit, Gerechtigkeit und Tapferkeit sowie die Weisheit. Das, was allen Menschen als das wichtigste Gut erscheint, ist der Erfolg (eutychía). Erfolg ist auf jedem Gebiet nur für den Kompetenten erreichbar, für den, der über das erforderliche Wissen verfügt. Daher benötigt der Mensch nichts dringender als Wissen (sophia: „Kenntnisse“, „Einsicht“, „Weisheit“). Da der Weise die Zusammenhänge versteht, handelt er immer richtig und ist in allem erfolgreich. Ressourcen wie Reichtum und Macht erhalten einen Wert erst dadurch, dass man von ihnen den richtigen Gebrauch macht, und dies setzt Weisheit voraus; wer diese nicht besitzt, dem schaden seine Ressourcen sogar. Die Dinge sind an sich weder gut noch schlecht, erst die Weisheit macht sie zu Gütern und die Torheit zu Übeln. Daher ist es die Aufgabe jedes Menschen, in erster Linie Weisheit anzustreben. Wenn ihm dies gelingt, erlangt er den damit verbundenen erfreulichen Gemütszustand, die Eudaimonie („Glückseligkeit“).
Hier stellt sich die Frage, ob eine Bitte um Unterstützung bei der Weisheitssuche sinnvoll ist. Dies ist nur dann der Fall, wenn Weisheit nicht spontan entsteht, sondern mit der Hilfe einer erfahrenen Person erlernt werden kann. Zur Freude des Sokrates entscheidet sich Kleinias für das Prinzip der Lehrbarkeit. Damit erübrigt sich in der aktuellen Situation eine Untersuchung des grundsätzlichen Problems der Vermittelbarkeit. An diesem Punkt beendet Sokrates seinen Gedankengang. Er fordert die Sophisten auf, den Faden aufzunehmen und nun darzulegen, auf welches Wissen es dabei ankommt. Sie sollen klären, ob jedes Wissen zum Erreichen des Ziels, der Eudaimonie, beiträgt oder ob es eine bestimmte einzelne Erkenntnis gibt, die der Schlüssel zur Vortrefflichkeit ist.

### Dritte Szene
Dionysodoros und Euthydemos kommen wieder zum Zug. Wie schon in der ersten Szene setzen sie sich nicht inhaltlich mit der Frage auseinander, sondern erzeugen mit Wortfechtereien und Trugschlüssen (Sophismen) Verwirrung. Dionysodoros bringt vor, wenn aus einem Unwissenden ein Wissender gemacht werde, so werde aus ihm ein anderer Mensch. Er existiere dann nicht mehr als der, der er zuvor war. Wer einen Menschen ändere, verwandle ihn in einen anderen. Damit führe er den Untergang desjenigen, der dieser Mensch bisher war, herbei.
Ktesippos, der in Kleinias verliebt ist, versteht dies als Unterstellung, er wolle den geliebten Knaben vernichten, und weist diese „Lüge“ energisch zurück. Dies nimmt Euthydemos zum Anlass, die Frage zu stellen, ob es überhaupt möglich ist zu lügen. Seiner Argumentation zufolge spricht jeder, der etwas sagt, etwas über das aus, von dem die Rede ist. Der Gegenstand seiner Aussage ist etwas Bestimmtes, das heißt ein bestimmter Teil der Dinge, die sind. Das Nichtseiende ist nicht, es kann nirgends seiend sein, und niemand kann etwas damit tun. Etwas, was nirgends ist, kann niemand erzeugen. Das Seiende hingegen existiert, seine Existenz macht es wahr. Da sich jede Aussage auf ein bestimmtes Seiendes bezieht und Wahrheit auf dem Sein beruht, ist jede Aussage, die gemacht wird, aufgrund ihrer bloßen Existenz notwendigerweise wahr. Somit kann es keine Lüge geben. Ktesippos weigert sich, diese Argumentation zu akzeptieren. Daraufhin schließt Dionysodoros aus der Nichtexistenz von Unwahrheit, dass es auch keinen Widerspruch geben könne. Demnach hat ihm Ktesippos gar nicht widersprochen. Aus seiner Überlegung folgert der Sophist nicht nur, dass man nichts Falsches sagen könne, sondern sogar, dass man sich etwas Falsches nicht einmal vorstellen könne. Demnach kann kein Irrtum existieren. Dagegen bringt Sokrates vor, durch diese Folgerung werde der Unterschied zwischen Wissen und Unwissenheit aufgehoben. Damit werde der Anspruch der Sophisten, Wissen zu vermitteln, hinfällig. Ihre Argumentation sei selbstwidersprüchlich, denn wenn man ihr folge, würden sie selbst als Lehrer überflüssig. Außerdem sei es, wenn es keine falschen Aussagen gebe, auch nicht möglich, ihn – Sokrates – zu widerlegen. Ktesippos wirft den Eristikern vor, Unsinn zu reden, doch Sokrates besänftigt ihn, um keinen Konflikt aufkommen zu lassen.

### Vierte Szene
Nachdem die Diskussion durch die Trugschlüsse in eine Sackgasse geraten ist, ruft Sokrates zur Ernsthaftigkeit auf. Er wendet sich wieder Kleinias zu und kehrt zu seiner Frage zurück, welche Erkenntnis zur Erlangung von Weisheit nötig ist. Sein Gedankengang lautet: Erkenntnis muss einen Nutzen haben. Ein Wissen darüber, wie man aus Steinen Gold macht, ist unnütz, wenn man dann mit dem erzeugten Gold nichts Rechtes anzufangen weiß. Sogar ein Wissen, das Unsterblichkeit verschafft, wäre nutzlos, wenn man die Unsterblichkeit nicht zu gebrauchen versteht. Daher ist es nötig, dass der Weise das Herstellungswissen und das Gebrauchswissen in sich vereint. Die Weisheit muss etwas sein, das jeder, der es erlangt, zwangsläufig auch richtig zu nutzen versteht. Der Weise soll nicht einem Handwerker gleichen, der ein Musikinstrument herstellt, aber selbst nicht auf dem Instrument spielen kann. Kleinias, der Sokrates zustimmt, zeigt sein Verständnis, indem er zusätzliche Beispiele für die Trennung von Herstellungs- und Gebrauchswissen anführt: Redenschreiber können ihre Reden nicht halten; Feldherrn erringen militärische Siege, müssen dann aber deren Früchte den Politikern überlassen.

### Fortsetzung der Rahmenhandlung
Hier setzt die Wiedergabe der Dialoghandlung aus und die Rahmenhandlung wird fortgesetzt, denn Kriton unterbricht die Erzählung des Sokrates. Er ist ungeduldig und will endlich erfahren, zu welchem Ergebnis die Suche geführt hat. Sokrates bekennt, dass das Ergebnis negativ ist: Die Dialogteilnehmer haben nur erkannt, dass kein ihnen bekanntes Fachwissen zur Weisheit und Eudaimonie führt, auch nicht die königliche Herrscherkunst. Die Frage, welches Wissen das Weisheitswissen ist, ist nach der Prüfung der verschiedenen Wissensgebiete offengeblieben. Darauf hat sich Sokrates nochmals an die „allwissenden“ Sophisten gewandt und sie flehentlich gebeten, die Lösung, die sie zu kennen behaupten, zu enthüllen. Wie zu erwarten war, hat sich Euthydemos zugetraut, das Problem zu lösen. An dieser Stelle nimmt Sokrates die wörtliche Wiedergabe des Gesprächsverlaufs wieder auf.

### Fünfte Szene
Die Eristiker tragen auf ihre bereits vertraute Weise einen spitzfindigen Trugschluss vor. Dieser läuft darauf hinaus, dass jeder, der irgendetwas weiß, ein Wissender ist und als solcher alles weiß, denn da gegenteilige Aussagen einander ausschließen, kann man nicht zugleich wissend und unwissend sein. Demnach ist jeder Mensch von Geburt an allwissend. Darauf beharren die beiden Sophisten, doch die konkrete Frage des Ktesippos, wie viele Zähne der andere hat, können sie nicht beantworten. Stattdessen präsentieren sie weitere absurde Folgerungen, die sich aus ihrem Verständnis sprachlicher Logik ergeben und aus ihrer Sicht zwingende Schlüsse sind. Inzwischen hat Ktesippos das Prinzip der Eristik gut erfasst, und es gelingt ihm, die Sophisten mit ihren eigenen Tricks in die Enge zu treiben. So erfüllt sich das Versprechen, dass man bei ihnen schnell lerne. Schließlich treibt Dionysodoros ein Spiel mit dem Possessivpronomen: „mein“ und „dein“ bezeichnen Eigentum, darunter Lebewesen wie Ochsen und Schafe, die jemandem gehören. Mit solchen Lebewesen darf der Besitzer tun, was er will, er darf die Tiere verschenken, verkaufen oder auch schlachten. Auch Götter sind Lebewesen. Wenn Sokrates von „seinen“ Göttern spricht, behauptet er demnach, er könne sie verschenken oder verkaufen wie Nutztiere. Dies löst bei den Zuhörern große Heiterkeit aus.
Abschließend würdigt Sokrates ironisch die Leistung der Sophisten. Ihre Ausführungen seien zwar hervorragend, aber nur für sie selbst und den kleinen Kreis ihrer Schüler geeignet. Die meisten Menschen und insbesondere die ernsthaften könnten nichts damit anfangen. Ihnen sei die eristische Debattierkunst nicht beizubringen. Immerhin habe die Eristik zwei Vorzüge: Sie lasse sich schnell erlernen, wie Ktesippos demonstriert habe, und sie lasse sich nicht nur gegen andere einsetzen, sondern diene ebenso zur Widerlegung der Behauptungen ihrer eigenen Urheber.

### Abschließende Rahmenhandlung
Nachdem Kriton solche Kostproben der Eristik erhalten hat, zeigt er an ihrem Erlernen kein Interesse mehr. Er erzählt Sokrates von seiner Begegnung mit einem nicht namentlich genannten Gerichtsredenschreiber, der den Auftritt der Eristiker im Lykeion miterlebt hat. Dieser übte Kritik an Männern, die jetzt als die weisesten gälten, aber nur schwätzten und sich mit Wertlosem abgäben. Damit meinte er zwar aus gegebenem Anlass die Scharlatane Euthydemos und Dionysodoros, doch richtete er seine Kritik ausdrücklich gegen die Philosophie im Allgemeinen und auch speziell gegen Sokrates. Er wollte die Philosophie diskreditieren, indem er sie mit der Trugschlusstechnik in einen Topf warf. Sein Tadel an Sokrates war scharf; er meinte, der Philosoph habe sich geschmacklos verhalten, als er sich auf eine solche Debatte einließ. Wer sich mit so etwas abgebe, mache sich lächerlich.
Kriton hält die Kritik an der Philosophie zwar für verfehlt, teilt aber die Ansicht, dass Sokrates eine solche öffentliche Diskussion nicht hätte führen sollen. Sokrates bemerkt zu dem Angriff des Redenschreibers, er kenne diesen Typus von Gegnern der Philosophie. Es handle sich um Leute, die sich für die Weisesten hielten, ruhmsüchtig seien und die Philosophen als Konkurrenten betrachteten. Sie stünden zwischen Philosophie und Politik und befassten sich mit beidem, aber nur soweit es für ihre Zwecke nötig sei und ohne dabei Risiken einzugehen.
Kriton ist besorgt über die Zukunft seiner beiden noch jungen Söhne, besonders des älteren. Er habe ihnen zwar ein förderliches Elternhaus geschaffen, finde nun aber keinen guten Lehrer und Erzieher, der zur Philosophie hinführen könne. Keiner von denen, die sich als Erzieher ausgäben, wirke vertrauenswürdig. Sokrates verallgemeinert dies: Auf jedem Gebiet gebe es nur wenige echte Könner. Es gehe aber nicht darum, wie kompetent oder inkompetent einzelne Philosophen und Erzieher seien, sondern um die Sache selbst, um den Wert der Philosophie. Kriton solle die Philosophie prüfen und sich ein eigenes Urteil bilden. Wenn sie ihm dann gut erscheine, solle er sie selbst praktizieren, zusammen mit seinen Kindern. Anderenfalls solle er jedem von ihr abraten.

## Philosophische Bilanz
Die Frage nach dem Wissen, das Weisheit ausmacht und Eudaimonie herbeiführt, bleibt im Euthydemos ungeklärt. Offen bleibt auch die Frage, ob Weisheit lehrbar ist. Somit endet der Dialog aporetisch, das heißt in einer anscheinend ausweglosen Lage. Es ist nur gelungen, die Anforderungen zu klären, die an das Weisheitswissen zu stellen sind, und die Eristik als untaugliches Mittel der Erkenntnisgewinnung zu entlarven.
Es hat sich herausgestellt, dass die Eristik einerseits von Prinzipien der Logik ausgeht, andererseits aber diese mit ihren Trugschlüssen aufhebt. Damit verunmöglicht sie den Vernunftgebrauch und vernichtet so die Grundlage der philosophischen Wahrheitssuche. Alle Trugschlüsse der Eristiker beruhen auf mangelnder Differenzierung. Entweder wird nicht zwischen verschiedenen Bedeutungen eines Wortes unterschieden oder die Begrenzung des Gültigkeitsbereichs einer Aussage wird missachtet. Es wird irrtümlich vorausgesetzt, dass man nicht von demselben etwas aussagen und es ihm in anderer Hinsicht absprechen könne, ohne das Widerspruchsprinzip zu verletzen. Unter dieser Voraussetzung lässt sich jede nicht-tautologische Aussage widerlegen. In manchen Fällen werden relative mit absoluten Eigenschaften verwechselt oder es wird nicht zwischen prädizierendem und identifizierendem „ist“ unterschieden. Eine Verwechslung von Prädikation und Identität liegt beispielsweise vor, wenn aus den Aussagen „x ist von y verschieden“ und „x ist ein F“ gefolgert wird, dass y kein F sein könne.

## Zeit und Hintergrund der Abfassung

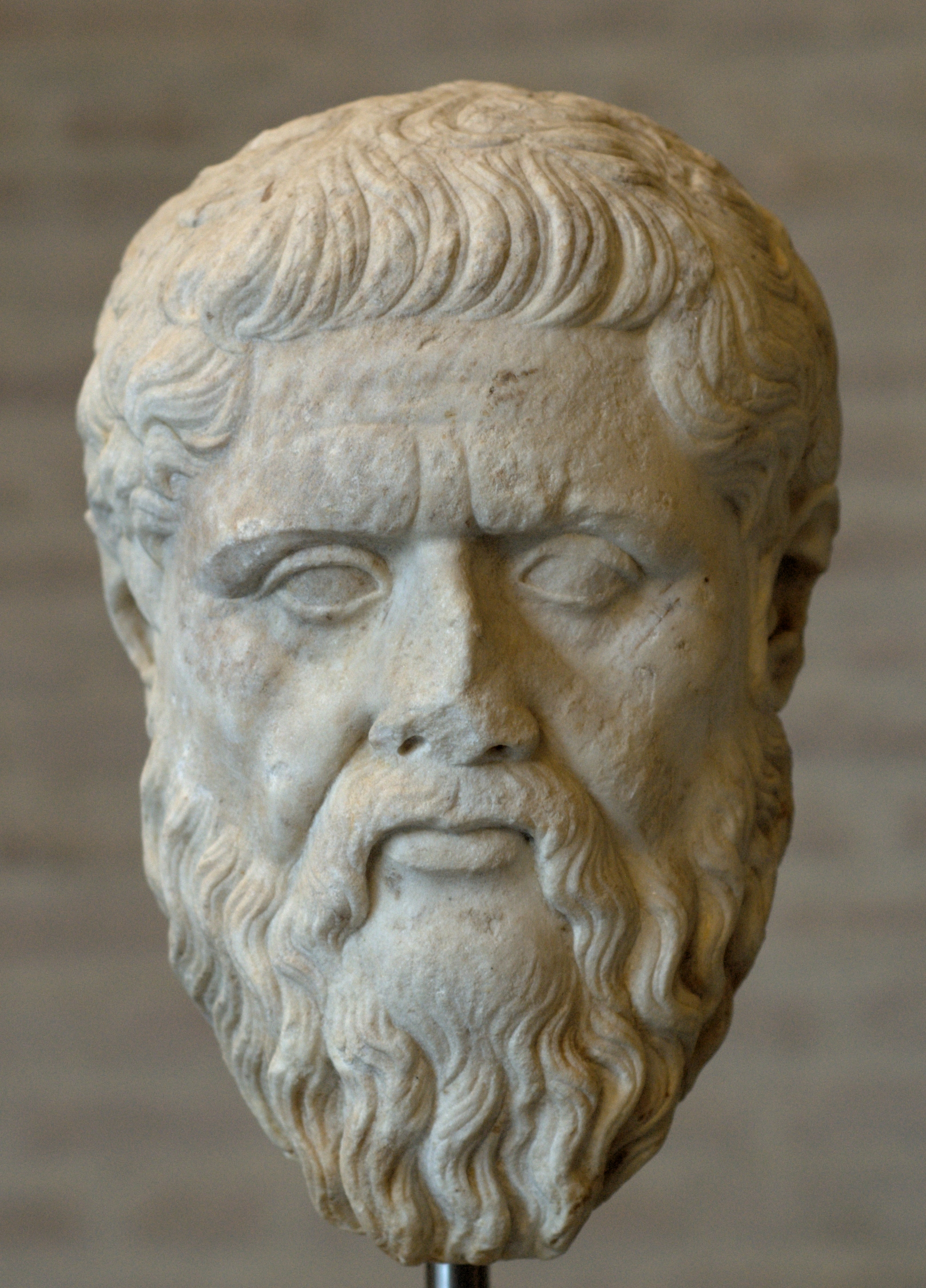
Platon (römische Kopie des griechischen Platonporträts des Silanion, Glyptothek München)

Der Euthydemos wird aus sprachlichen und inhaltlichen Gründen zu Platons Frühwerken gezählt und innerhalb der Gruppe der frühen Dialoge zu den späteren. Auffallend ist seine Nähe zum Dialog Menon, die zu einer intensiven Debatte über die chronologische Reihenfolge der beiden Werke geführt hat. Heute wird meist angenommen, dass Platon den Euthydemos bald nach seiner ersten Reise nach Sizilien verfasst hat, doch kommt auch die Zeit kurz vor der Reise in Betracht. Jedenfalls soll die Abfassung in die erste Hälfte der 380er Jahre fallen. Den Hintergrund bildet wohl die Gründung von Platons Philosophenschule, der Akademie, um 387 v. Chr. Damals war es eines seiner vordringlichen Anliegen, sein Konzept einer philosophischen Schulung von konkurrierenden Wegen des Wissenserwerbs abzugrenzen. Er wollte den Kontrast zwischen seiner Dialektik und der Eristik drastisch veranschaulichen.
Euthydemos und Dionysodoros zeigen in Platons Darstellung eine Reihe von Merkmalen sophistischer Lehrer. Dazu gehört, dass sie als Ausländer in Athen gegen Bezahlung Unterricht erteilen, „Vortrefflichkeit“ lehren, den Umfang ihres Wissens herausstreichen und ihren Schülern schnellen Erfolg versprechen. Die Schnelligkeit des Lernens, die sie als Vorzug ihres Unterrichts hervorheben, ist für Platon ein Zeichen mangelnder Seriosität; sie kontrastiert mit seinem Konzept einer langen, gründlichen Philosophenausbildung. Ihre besondere Betonung der Eristik rückt die Brüder aber auch in die Nähe der Megariker, einer im 4. Jahrhundert mit den Platonikern rivalisierenden Richtung. Daher ist es möglich, dass Platons karikierendes Bild der beiden Brüder auch der Polemik gegen die Megariker dienen sollte. Die ontologische Argumentation der Eristiker ist von der eleatischen Philosophie beeinflusst, mit der sich Platon intensiv auseinandergesetzt hat.
Einen wichtigen Schlüssel zum Verständnis des Hintergrunds bietet die Gestalt des nicht namentlich genannten Gerichtsredenschreibers, die am Schluss eingeführt wird. Der Unbekannte greift Sokrates und die Philosophie heftig an und wird seinerseits von Sokrates scharf kritisiert. Hier hatte Platon offenbar eine bestimmte Gruppe von Rhetorikern im Auge, die Gegner seines Philosophieverständnisses waren. Vielleicht ist der anonyme Kritiker als beliebiger typischer Repräsentant der gegnerischen Richtung aufzufassen. Wahrscheinlicher ist aber, dass Platon eine bestimmte Person im Auge hatte. Sehr wahrscheinlich zielte er auf seinen Rivalen Isokrates, dessen Erziehungskonzept und Weltanschauung mit der platonischen Lehre unvereinbar waren. Der anonyme Redenschreiber erscheint im Euthydemos in ungünstigem Licht: Er hört die ganze Debatte an und ist dann nicht in der Lage, den eklatanten Gegensatz zwischen der eristischen und der sokratischen Vorgehensweise zu erkennen, sondern trägt als Fazit eine pauschale Verdammung „der Philosophie“ vor. Damit fällt Platon implizit ein vernichtendes Urteil über die Fähigkeit des gegnerischen Rhetorikers zur Einschätzung philosophischer Kompetenz.

## Rezeption

### Antike und Mittelalter
In der Antike war das Interesse am Euthydemos relativ bescheiden, wie die geringe Zahl der Scholien zeigt.
Aristoteles setzte sich in seiner Schrift „Über die sophistischen Widerlegungen“ mit verschiedenen Trugschlüssen auseinander, die auch im Dialog vorkommen. Ob er aber seine Kenntnis dieser Sophismen dem Euthydemos oder einer anderen Quelle verdankte, ist unbekannt. Im 3. Jahrhundert v. Chr. verfasste der Epikureer Kolotes von Lampsakos die polemische Schrift „Gegen Platons Euthydemos“, die nur fragmentarisch erhalten ist.
In der Tetralogienordnung der Werke Platons, die anscheinend im 1. Jahrhundert v. Chr. eingeführt wurde, gehört der Euthydemos zur sechsten Tetralogie. Der Philosophiegeschichtsschreiber Diogenes Laertios zählte ihn zu den „widerlegenden“ Schriften und gab als Alternativtitel „Der Eristiker“ an. Dabei berief er sich auf eine heute verlorene Schrift des Mittelplatonikers Thrasyllos. Auch der Mittelplatoniker Alkinoos ordnete in seinem „Lehrbuch (didaskalikós) der Grundsätze Platons“ den Euthydemos unter den Widerlegungsdialogen ein; er betrachtete ihn als Lehrbuch für die Auflösung von Sophismen.
Ein antikes Papyrus-Fragment aus dem 2. Jahrhundert enthält ein kleines Textstück; es ist der einzige antike Textzeuge. Die älteste erhaltene mittelalterliche Handschrift wurde am Ende des 9. Jahrhunderts im Byzantinischen Reich angefertigt. Im Mittelalter war der Euthydemos in der lateinischsprachigen Gelehrtenwelt des Westens unbekannt, er wurde erst im Zeitalter des Renaissance-Humanismus wiederentdeckt.

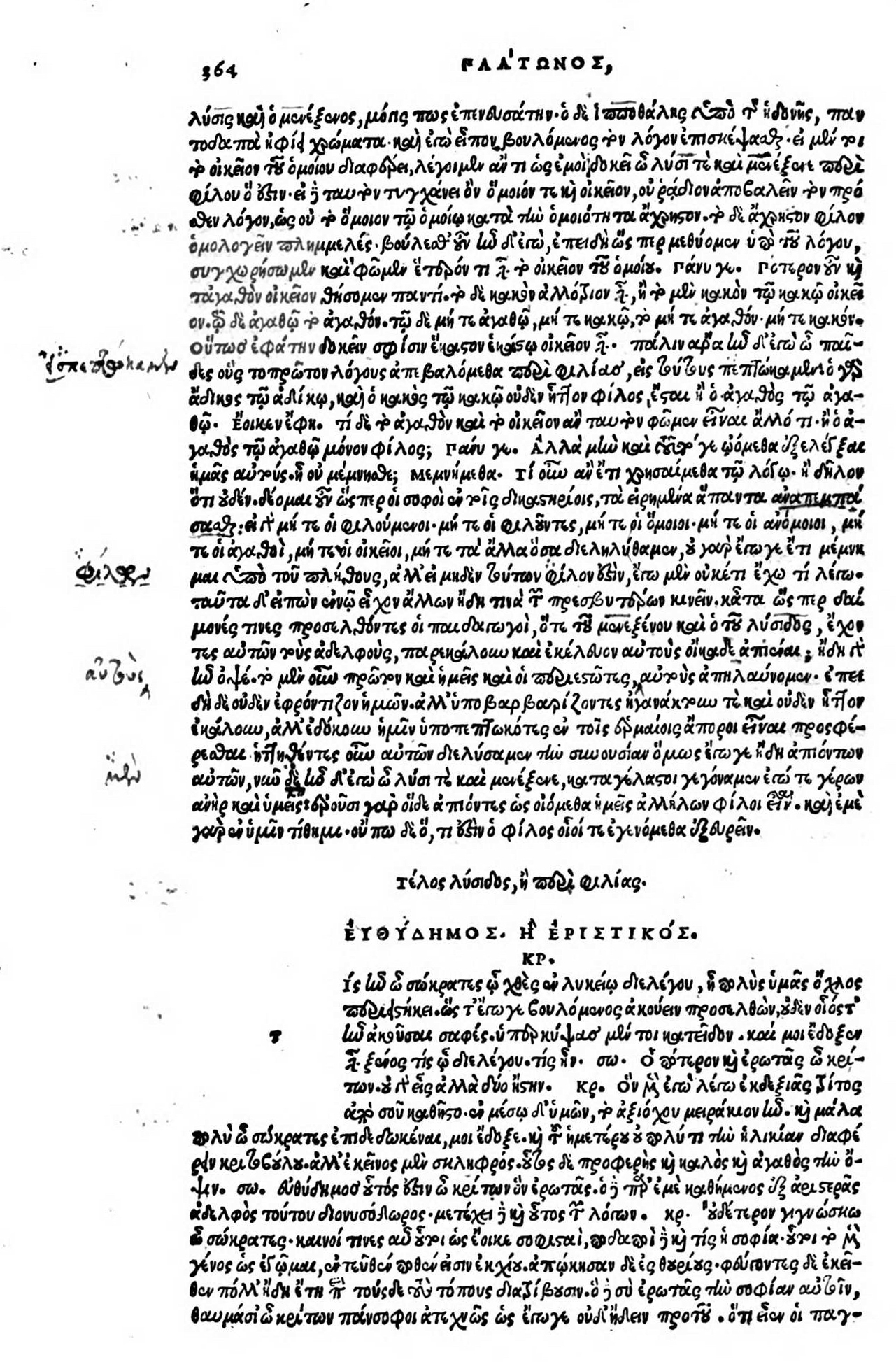
Der Anfang des Euthydemos in der Erstausgabe, Venedig 1513

### Frühe Neuzeit
Der Humanist Marsilio Ficino übersetzte den Euthydemos ins Lateinische. Die Übersetzung veröffentlichte er 1484 in Florenz in der Gesamtausgabe seiner lateinischen Platon-Übersetzungen. Ficino war überzeugt, dass die Aporie im Dialog nur scheinbar sei und dass Sokrates gewusst habe, wie die Ratlosigkeit zu überwinden sei. Er meinte – eine moderne Interpretation vorwegnehmend –, die scheinbare Verwirrung des Sokrates sei Teil einer didaktischen Strategie, welche die begrenzte Aufnahmefähigkeit der Gesprächspartner des Philosophen berücksichtige.
Die Erstausgabe des griechischen Textes erschien im September 1513 in Venedig bei Aldo Manuzio im Rahmen der von Markos Musuros herausgegebenen Gesamtausgabe der Werke Platons.

### Moderne
Im 19. Jahrhundert wurde Platons Autorschaft mitunter bezweifelt oder bestritten, in der neueren Forschung gilt sie aber als unzweifelhaft gesichert.
Die Absurdität der karikierend dargestellten eristischen Argumentation hat manche Gelehrte zur Einschätzung bewogen, es handle sich bei diesem Dialog um eine Posse, eine bloße Spielerei und eine Sammlung sophistischer Spitzfindigkeiten. So verzichtete Paul Natorp darauf, „auf die aus einer Art Karnevalslaune hervorgegangene Polemik dieser Schrift näher einzugehen“. Die komödienhaften Züge werden in der Forschungsliteratur oft hervorgehoben. Der Herausgeber Louis Méridier bezeichnete den Euthydemos als Komödie, in der die Schüler der Sophisten den Chor bilden. Dies schließt jedoch ein ernsthaftes Anliegen des Autors nicht aus. Manche Philosophiehistoriker finden im Euthydemos auch wichtige Einsichten; sie weisen darauf hin, dass sich hinter den eristischen Spielereien jeweils eine ernsthafte philosophische Problematik verberge, beispielsweise die Frage nach dem Verhältnis von Sein und Nichtsein. Gewürdigt wird der Umstand, dass der Euthydemos den ältesten bekannten protreptischen Text enthält und damit am Anfang der Geschichte dieser Gattung steht. Franz von Kutschera sieht in den protreptischen Teilen „die Werbung für eine bedeutende, neue Konzeption der Philosophie, in der originale, systematisch sehr wichtige Gedanken zur Sprache gebracht werden“.
Strittig ist die Frage, inwieweit Platon die logischen Konsequenzen der Argumente, die er den Dialogfiguren in den Mund legte, selbst durchschaut und analysiert hat. Jedenfalls ist der Euthydemos eine wichtige Quelle für die Geschichte der voraristotelischen Logik. Verschiedentlich ist herausgearbeitet worden, dass die Sophistik und Eristik in der Darstellung dieses Dialogs eine karikierende Version der sokratisch-platonischen Philosophie ist; beispielsweise karikiert das eristische Konzept der Allwissenheit die Anamnesis-Lehre Platons. Die Untersuchung von Michael Erler hat ergeben, dass im Euthydemos „ein negatives Spiegelbild von dem geboten wird, was Platon für richtig hält“.
Eine weitere in der Forschung kontrovers diskutierte Frage ist, ob für Platons Sokrates im Euthydemos die Weisheit allein und unmittelbar die Eudaimonie herbeiführt oder sogar mit ihr identisch ist, oder ob auch äußere Faktoren einen – wenn auch relativ unwesentlichen – Beitrag zum Wohlergehen leisten. Damit verbunden sind die Fragen, welche Bedeutung äußere, nichtmoralische Gegebenheiten in dieser Lehre überhaupt erhalten können und ob es Sokrates gelungen ist plausibel zu machen, dass die Eudaimonie allein vom richtigen Handeln abhängt, Zufälle also für sie keine Rolle spielen. Zwar steht fest, dass Platon die Weisheit als hinreichende Bedingung für die Eudaimonie betrachtet hat, doch hinsichtlich der Art des Verhältnisses von ethischem Wissen und Wohlergehen bleibt Klärungsbedarf.
Ulrich von Wilamowitz-Moellendorff meinte, der Euthydemos pflege „nicht nach Verdienst eingeschätzt zu werden“; der Grund dafür sei, dass die Gegner des Sokrates „diesen Aufwand von Witz nicht zu verdienen scheinen“, zudem fehle ein positiver Ertrag für Platons Philosophie. Es sei hier aber „eine Kunst des Aufbaus und der Dramatik aufgeboten, die den Werken der höchsten Meisterschaft ebenbürtig“ sei; „in dem architektonischen Aufbau kommt ihm kein Dialog an Geschlossenheit und Harmonie gleich“. Auch Karl Praechter rühmte den „Reiz höchster schriftstellerischer Kunst, die sich hier entfaltet“ und die „bei jeder erneuten und vertieften Lektüre sich auftuenden Feinheiten der Einzeldarstellung“. Paul Friedländer fand an der „reichen Kontrapunktik, die diesen Dialog auszeichnet“, Gefallen. Olof Gigon wies auf die „Geschlossenheit und souveräne Durchformung“ hin; der Euthydemos sei „unter den frühen Dialogen Platons unzweifelhaft das Meisterwerk“. Auch Michael Erler lobte die kunstvolle Gliederung.
Charles H. Kahn macht auf die Mehrschichtigkeit des Werks aufmerksam; es sei für Leser mit unterschiedlichen philosophischen Vorkenntnissen gedacht und geeignet. Es handle sich um ein brillantes Stück komischer Literatur. Auch Thomas Alexander Szlezák sieht im Euthydemos ein Meisterwerk platonischen Humors; dies könne man aber erst erkennen, wenn man den Hintergrund kenne und wenn man verstehe, in welchen größeren Zusammenhang innerhalb der platonischen Philosophie sich der Dialog einordne. Thomas Chance hält den Euthydemos für eine perfekte Mischung von Ernstem und Spielerischem.

## Ausgaben und Übersetzungen
- Otto Apelt (Übersetzer): Platons Dialog Euthydemos. In: Otto Apelt (Hrsg.): Platon: Sämtliche Dialoge, Bd. 3, Meiner, Hamburg 2004, ISBN 3-7873-1156-4 (Übersetzung mit Einleitung und Erläuterungen; Nachdruck der 2., durchgesehenen Auflage, Leipzig 1922)
- Gunther Eigler (Hrsg.): Platon: Werke in acht Bänden, Band 2, 5. Auflage, Wissenschaftliche Buchgesellschaft, Darmstadt 2005, ISBN 3-534-19095-5, S. 109–219 (Abdruck der kritischen Ausgabe von Louis Méridier, 4. Auflage, Paris 1964, mit der deutschen Übersetzung von Friedrich Schleiermacher, 2., verbesserte Auflage, Berlin 1818)
- Michael Erler (Übersetzer): Platon: Euthydemos (= Platon: Werke, hrsg. von Ernst Heitsch u. a., Band VI 1). Vandenhoeck & Ruprecht, Göttingen 2017, ISBN 978-3-525-30413-6 (Übersetzung und Kommentar)
- Rudolf Rufener (Übersetzer): Platon: Frühdialoge (= Jubiläumsausgabe sämtlicher Werke, Bd. 1). Artemis, Zürich und München 1974, ISBN 3-7608-3640-2, S. 267–329 (mit Einleitung von Olof Gigon)
- Franz Susemihl (Übersetzer): Euthydemos. In: Erich Loewenthal (Hrsg.): Platon: Sämtliche Werke in drei Bänden, Bd. 1, unveränderter Nachdruck der 8., durchgesehenen Auflage, Wissenschaftliche Buchgesellschaft, Darmstadt 2004, ISBN 3-534-17918-8, S. 481–539 (nur Übersetzung)